# Cittadella di Urfa
La Cittadella di Urfa (in turco Urfa Kalesi), nel capoluogo di provincia turco di Şanlıurfa, è il rudere di una fortezza risalente all'epoca dei crociati, costruita su un complesso più antico.

## Posizione
La fortezza si trova a sud dell'attuale città di Şanlıurfa, il cui nome precedente era Urfa, nell'antichità Edessa. Si trova su uno sperone del Top Dağı (anche Nemrud Dağı), direttamente a sud dell'attuale, più tardo, complesso attorno allo stagno sacro Balıklıgöl con diverse moschee, il parco Gölbaşı e il bazar a est. La collina del castello si erge per circa 30 metri sopra il parco.

## Storia
La città di Edessa, capitale del regno locale di Osroene, aveva già una cinta muraria nel III secolo. Dopo l'inondazione delle zone più basse della città da parte del fiume Daysan (antico nome Skirtos), nel 201 Abgar VIII costruì un palazzo d'inverno nell'angolo sud-ovest della cerchia di mura sulla collina del castello. Gli unici resti di questo edificio sono le due colonne con capitelli corinzi, alte circa 15 metri, che ancora oggi sovrastano le rovine. Sono popolarmente chiamate il "Trono di Nimrod", che secondo la leggenda avrebbe avuto qui un palazzo. Dopo le nuove inondazioni del 303, del 413 e del 525, il governatore romano, durante il regno di Giustiniano, fece deviare lo Skirtos in un nuovo alveo che passava davanti alla città a est e a nord. 
Nonostante le robuste fortificazioni, la città e il castello passarono di mano più volte nei secoli successivi, tra Persiani, Bizantini e infine i Musulmani nel 638. Nel 1031, il generale bizantino Giorgio Maniace riuscì a riacquistare la fortezza di Edessa per l'Impero bizantino e fece ampliare le fortificazioni. Gli attacchi di Ibn Waṯṯāb di Harran (1036) e del selgiuchide Alp Arslan (1071) furono respinti. Nel 1083, il curopalate Filareto Bracamio riuscì a conquistare brevemente la città. In seguito salì al potere l'armeno Thoros, che ampliò il castello fino a quando, nel 1098, fu assassinato durante i disordini interni alla città e sostituito dal crociato Baldovino di Boulogne. Fino alla conquista e alla distruzione della città da parte dei Selgiuchidi nel 1147, il castello rimase nelle mani dei Crociati, che a loro volta lo ampliarono. I lavori di restauro sono in corso dal 2007. Il 19 aprile 2013, una parte del muro di fortificazione è crollata a causa delle forti piogge che hanno dilavato il terreno. Nessuno è rimasto ferito nell'incidente.

## Descrizione
La fortezza misura circa 300 metri in direzione est-ovest e ha una larghezza interna di circa 80 metri in direzione nord-sud. Del palazzo siro-romano si conservano oggi solo le mura della terrazza esterna e le due colonne. Sul lato della montagna, a sud, si è conservato il fossato profondo dodici metri. Probabilmente esistevano porte di accesso sia alla città che alla campagna; l'attuale ingresso moderno a nord corrisponde probabilmente alla porta principale medievale. L'interno è completamente distrutto e non ci sono tracce della moschea attestata. Il mastio dei crociati, di cui sono ancora visibili i resti delle mura a sud delle due colonne, fu distrutto dal sultano dei Selgiuchidi di Rum, Ala ad-Din Kai Kobad I. Il fossato esistente è probabilmente un fossato. Il fossato esistente è quasi certamente un'estensione di quelli già esistenti all'epoca di Giustiniano e di Maniace da parte dei crociati. I possibili contributi dei Selgiuchidi, degli Artuqidi e dei Mamelucchi al tessuto edilizio non sono ancora chiari in attesa di un'indagine dettagliata.